# راگرتز
راگرتز (به انگلیسی: Rugrats) یک مجموعه تلویزیونی انیمیشن آمریکایی است که توسط آرلن کلاسکی (Arlene Klasky)، چوپو گابور (Gábor Csupó) و پل جرمین (Paul Germain) برای شبکهٔ نیکلودین ساخته شده‌است.

هشت نوزاد اصلی سریال

نمایش این سریال از تاریخ ۱۱ اوت ۱۹۹۱ آغاز شد و آخرین قسمت آن در ۸ ژوئن ۲۰۰۴ پایان یافت.
داستان سریال، دربارهٔ هشت نوزاد و زندگی روزانهٔ آنان است که معمولاً شامل تصورات ذهنی آنان دربارهٔ تجربیات زندگی روزمره‌است.